# Патриции (постримская Европа)

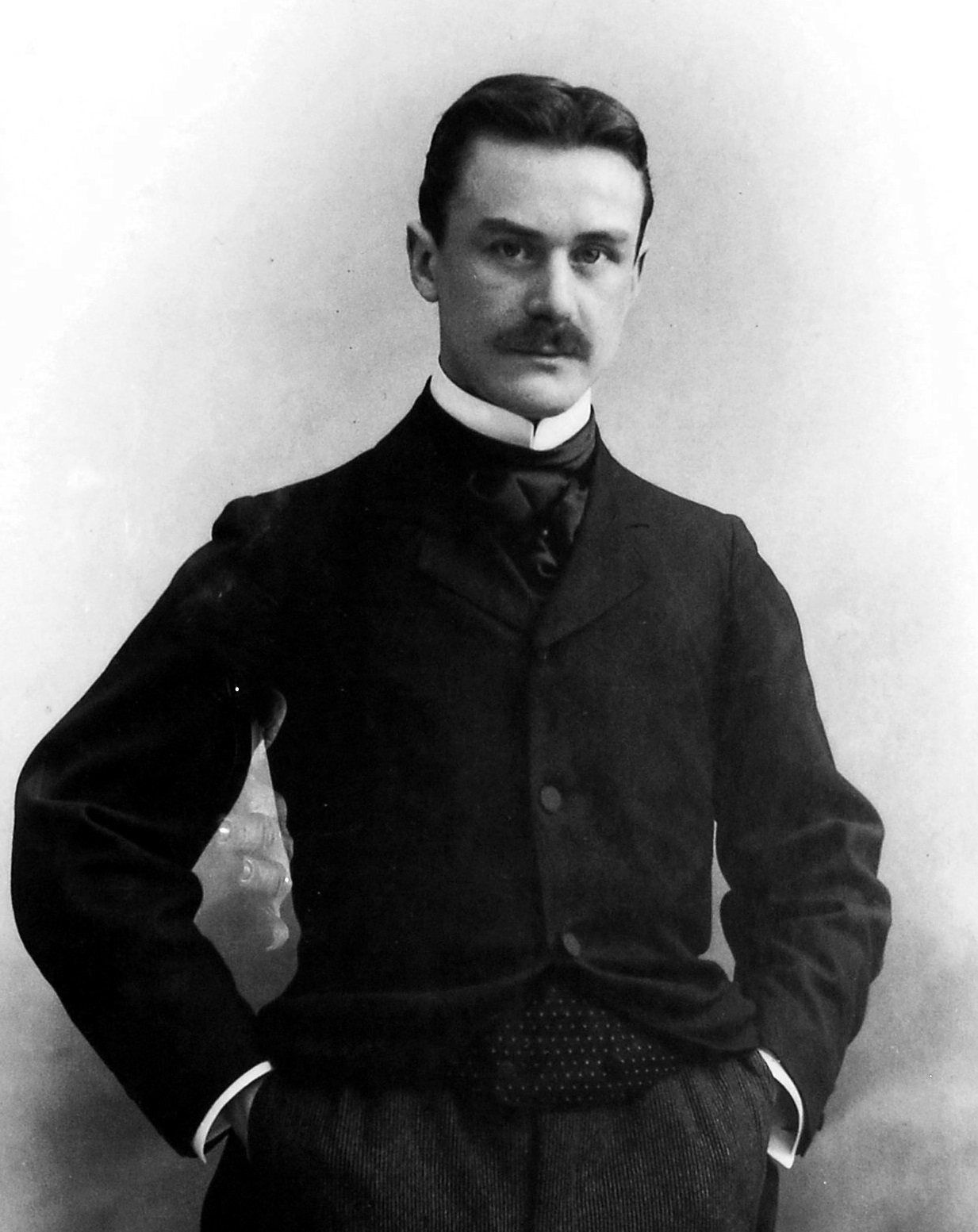
Лауреат Нобелевской премии писатель Томас Манн принадлежал к ганзейской патрицианской семье (семья Манн) и изобразил патрициат в своем романе 1901 года «Будденброки».

Патрицианство как уровень принадлежности к патрициату зародилось в древнем мире, где в таких городах, как Древний Рим, существовал социальный класс патрицианских семей, члены которых изначально были единственными людьми, которым разрешалось выполнять многие политические функции. В подъеме европейских городов в 12 и 13 веках патрициат, ограниченная группа семей с особым конституционным положением, по мнению Анри Пиренна, был движущей силой. В Центральной Европе 19 века этот термин стал синонимом высшей буржуазии и не может быть заменен средневековым патрициатом в Центральной Европе. В немецкоязычных частях Европы, а также в приморских республиках Итальянского полуострова патриции фактически были правящим органом средневекового города. Особенно в Италии, они были частью знати.
С появлением средневековых городов, итальянских городов-государств и морских республик патрициат стал формально определенным социальным классом управляющих богатых семей. Они были найдены в итальянских городах-государствах и морских республиках, особенно в Венеции, Генуе, Пизе и Амальфи. Они также были найдены во многих свободных имперских городах Священной Римской империи, таких как Нюрнберг, Равенсбург, Аугсбург, Констанц, Линдау, Берн, Базель, Цюрих и многих других.
Как и в Древнем Риме, статус патриция, как правило, мог передаваться только по наследству. Однако членство в патрициате могло передаваться по женской линии. Например, если союз был одобрен ее родителями, мужу патрицианской дочери было предоставлено членство в патрицианском обществе Zum Sünfzen Имперского Свободного города Линдау по праву на тех же условиях, что и младшему сыну патрицианского мужчины (т.е. при уплате номинальной платы), даже если муж в противном случае считался социально непригодным. Присоединение к патрициату через этот механизм называлось Erweibern.
В любом случае, только патриции мужского пола могли занимать большинство политических должностей или участвовать в выборах на них. Часто, как в Венеции, не-патриции почти не имели политических прав. Велись списки тех, кто имел соответствующий статус, из которых наиболее известным является Libro d'Oro («Золотая книга») Венецианской республики.
После падения династии Гогенштауфенов (1268) города-республики все больше превращались в княжества, такие как Миланское герцогство и Веронское правление. Меньшие из них были поглощены монархическими государствами или иногда другими республиками, такими как Пиза и Сиена во Флоренции. После этих событий любая особая роль местных патрициев была ограничена муниципальными делами.
Немногочисленные сохранившиеся патрицианские конституции, особенно в Венеции и Генуе, были сметены победившими французскими армиями в период после Французской революции, хотя многие патрицианские семьи оставались социально и политически важными, как некоторые из них и по сей день.
В современную эпоху термин «патриций» также широко используется для обозначения высшей буржуазии (не приравниваемой к аристократии) во многих странах; в некоторых странах это неопределенно относится к неблагородному высшему классу, особенно до 20 века.

## Патриций в поздней античности и раннем средневековье
Был промежуточный период при Поздней Римской империи и Византийской империи, когда титул был дан правителям в западных частях Империи, таких как Сицилия -- Стилихон, Аэций и другие военные полководцы 5-го века, которые служили полезным примером роли и масштабов патрициев в тот момент. Позже роль, как и роль галлуры Сардинии, приобрела юридический оттенок и использовалась правителями, которые часто были де-факто независимыми от имперского контроля, такими как Альберик II Сполетский, римский патриций с 932 по 954 год.
В IX и X веках византийские императоры стратегически использовали титул «патрикий» (patrikios), чтобы заручиться поддержкой  князей Южной Италии в борьбе с Каролингской империей за контроль над регионом. Приверженность княжеству Салерно была куплена в 887 году путем вкладывания денег в князя Гвемара I, а в 955 году—в Гизульфа I. В 909 году князь Беневенто Ландульф I лично добивался и получил титул в Константинополе как для себя, так и для своего брата, князя Капуи Атенульфа II. Заключив союз, который выиграл битву при Гарильяно в 915 году, византийский стратег Николас Пицингли пожаловал титул Иоанну I и герцогу Гаэты Докибилису II, а также герцогам неаполитанским Григорию IV и Иоанну II.
В это время обычно существовал только один «патриций» для определенного города или территории одновременно; в нескольких городах Сицилии, таких как Катания и Мессина, должность патриция из одного человека была частью муниципального управления гораздо дольше. Амальфи правил ряд патрициев, последний из которых был избран герцогом.

## Формирование европейских патрициатов

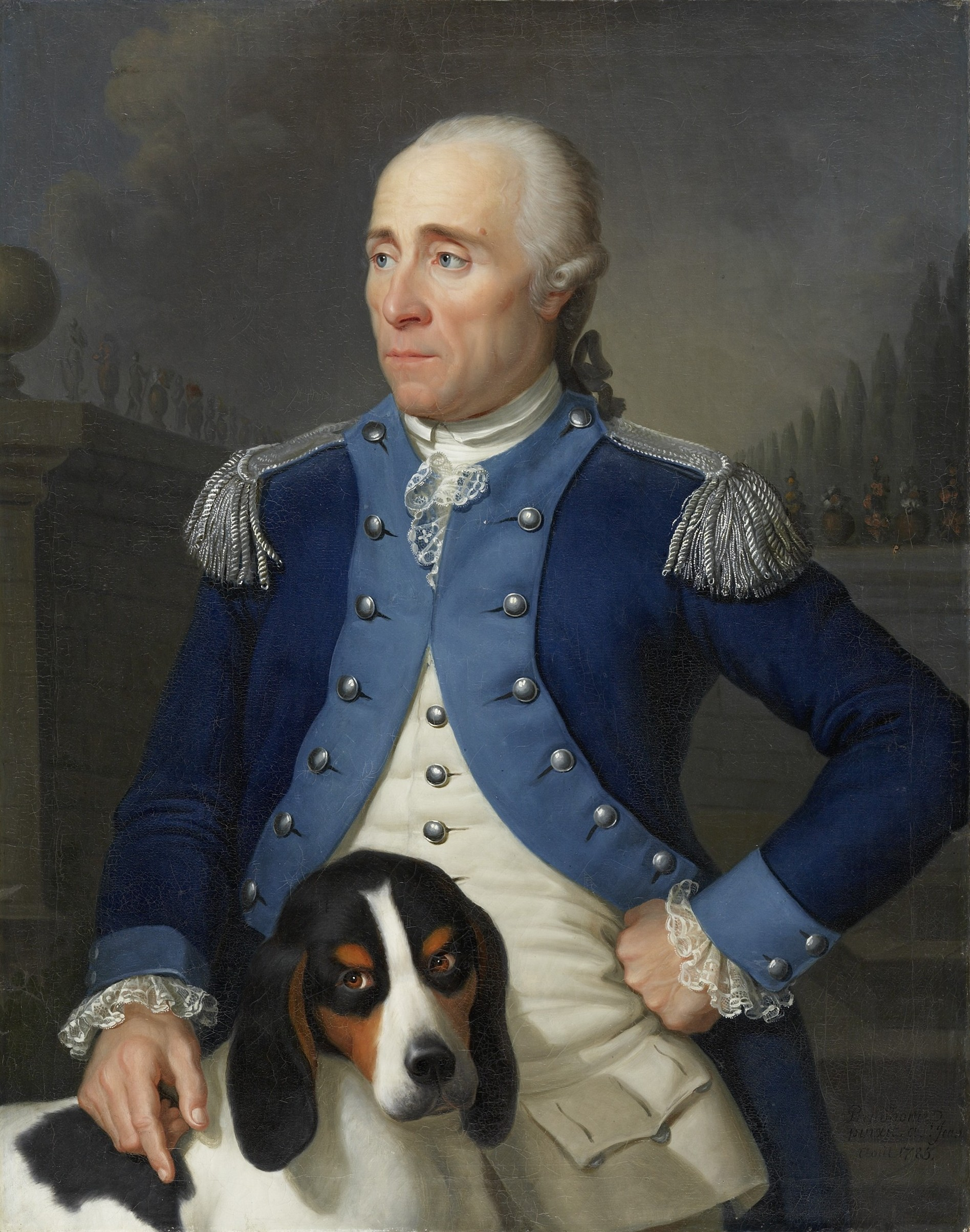
Швейцарский патриций Франц Рудольф Фришинг в форме офицера Бернского охотничьего корпуса со своей бернской гончей. Художник Жан Прюдомм. 1785 год.

Хотя часто ошибочно так описываются, патрицианские семьи итальянских городов по своему происхождению были не представителями территориальной знати, а членами мелких землевладельцев, судебными приставами и управляющими лордов и епископов, против остаточных полномочий которых они вели борьбу за создание городских коммун. В Генуе самые ранние записи о торговых партнерствах содержатся в документах начала 11 века; там типичным пассивным членом товарищества являлся представитель местной мелкой знати, у которого был некоторый капитал для инвестиций, и в расширении торговли ведущую роль играли мужчины, которые уже занимали прибыльные должности в феодальном строе и получали доходы от арендной платы, таможенных пошлин или рыночных сборов. Затем, в 12-м и 13-м веках, к этому первому классу патрициев были добавлены семьи – которые выросли благодаря торговле – Дориа, Чигала и Леркари. В Милане первые представители были выбраны из числа вальвассоров, капитанеев (средние вассалы) и горожан (cives). H. Сапори обнаружил, что первые патриции итальянских городов, узурпировавшие государственные и финансовые функции сюзерена, были взяты из таких мелких вассалов, владельцев наследственных арендаторов и рантье, которые занимались сельскохозяйственным трудом в своих владениях.
В определенный момент необходимо было добиться признания независимости города, а часто и его конституции, либо от Папы Римского, либо от императора Священной Римской империи -- «свободные» города в Империи продолжали хранить верность императору, но без каких-либо промежуточных правителей.
В эпоху позднего Средневековья и раннего Нового времени патриции также приобретали дворянские титулы, иногда просто приобретая владения в окрестностях контадо, которые носили наследуемый феод. Однако на практике статус и богатство патрицианских семей великих республик были выше, чем у большинства дворян, поскольку денежная экономика распространялась, а прибыльность и прерогативы землевладения снижались, и они были приняты как имеющие аналогичный статус. В Генуэзской республике существовал отдельный, гораздо меньший класс дворянства, происходивший из сельских магнатов, которые объединили свои интересы с молодым городом-государством. В некоторых городах, таких как Неаполь и Рим, которые никогда не были республиками в постклассические времена, также существовали патрицианские классы, хотя большинство обладателей также имели дворянские титулы. Дубровницкая республика управлялась строгим патрициатом, который был официально учрежден в 1332 году, который впоследствии был изменен только один раз, после землетрясения в Дубровнике в 1667 году.
Впоследствии «патриций» стал более расплывчатым термином, используемым для обозначения аристократов и элитной буржуазии во многих странах.

## Преобразования в патрициатах
В некоторых итальянских городах ранние патриции, происходившие из мелкой знати и феодальных чиновников, проявляли непосредственный интерес к торговле на большие расстояния, особенно текстилем, специями и предметами роскоши, по мере ее расширения и трансформации в процессе. В других случаях негибкость патрициата привела бы к созданию мощных сил, исключенных из его рядов, и в ходе городского переворота великие коммерческие интересы свергли бы гранди, не свергая городской порядок, а просто заполнив его официальные органы членами, набранных из новых рядов, или переписав конституцию, чтобы предоставить больше власти пополанам. Флоренция в 1244 году пришла довольно поздно в пиковый период этих преобразований, который пришелся на период между 1197 годом, когда Лукка следовала этим путем, и 1257 годом, когда Генуя приняла аналогичные изменения. Однако во Флоренции произошли и другие потрясения, уменьшившие власть патрицианского класса, в движении, приведшем к Установлениям справедливости в 1293 году, и Восстанию чомпи в 1378 году.
Из крупных республик только Венеции удалось сохранить исключительно патрицианское правительство, которое просуществовало до Наполеона. В Венеции, где исключительный патрициат сохранил за собой всю власть по управлению Венецианской республикой и воздвиг юридические барьеры для защиты государства, усилил контроль за составом своего патрициата в поколении после битвы при Кьодже. Венецианцы со спорными претензиями на патрициат должны были представить общине авогадоров, созданной для рассмотрения таких претензий, генеалогию, называемую prova di nobiltà («доказательство благородства»). Это было особенно необходимо венецианской колониальной элите в отдаленных регионах венецианской талассократии, как, например, на Крите, ключевой венецианской колонии 1211-1669 годов и границе между венецианской и византийской, а затем османской зонами власти. Для венецианцев в Венеции «доказательство благородства» было просто формальным обрядом посвящения во взрослую жизнь, засвидетельствованным семьей и соседями; для колониальной венецианской элиты на Крите политические и экономические привилегии уравновешивались социальными, а для Республики местное патрицианство на Крите с лояльными связями с Венецией, выраженными через родственные связи, имело первостепенное значение.

## Вовлечение в патрициаты
Активное вовлечение новых членов было также характерно для некоторых более гибких патрициатов, которые привлекали представителей торговой элиты посредством специальных партнерских отношений в делах, которые стали более прочно закрепляться брачными союзами. «В таких случаях возникала бы высшая группа, частично феодально-аристократическая, частично меркантильная, группа смешанной природы, подобная «магнатам» Болоньи, сформированная из дворян, ставших буржуазными благодаря бизнесу, и буржуа, облагороженных городским декретом, оба слились в законе». Другие, такие как Венеция, жестко ограничили членство, которое было закрыто в 1297 году, хотя некоторым семьям, case nuove или «новым домам» было разрешено присоединиться в 14 веке, после чего членство было заморожено.

## Немецкие города Священной Римской империи
Начиная с 11 века, в немецкоязычных свободных имперских городах сформировался привилегированный класс, который гораздо позже стал называться «патрицием» (Patrizier). Помимо богатых крупных бюргеров-купцов (нем. Großbürger), они были набраны из рядов имперских рыцарей, администраторов и министров; последние две группы были приняты, даже когда они не были свободными людьми.
Члены патрицианского общества давали клятвы верности друг другу и непосредственно императору Священной Римской империи.
Немецкие средневековые патриции—патриции постримской Европы—не называли себя таковыми. Вместо этого они организовались в закрытые общества (Gesellschaften) и указывали на свою принадлежность к определенным семьям или «домам» (Geschlechter), как это задокументировано для имперских свободных городов Кельна, Франкфурта-на-Майне, Нюрнберга. «Статут о танцах» 1521 года является примером такой закрытой идентификации. Использование слова «патриций» для обозначения наиболее привилегированного сегмента городского общества относится не к Средневековью, а к эпохе Возрождения. В 1516 году нюрнбергский советник и юрист доктор Кристоф Шойерль (1481-1542) был назначен доктором Иоганном Штаупицем, генеральным викарием ордена Святого Августина, чтобы составить краткое изложение Нюрнбергской конституции, представленное 15 декабря 1516 года в форме письма. Поскольку письмо было составлено на латыни, Шойерль назвал нюрнбергские «дома» «патрициями», используя очевидную аналогию с конституцией Древнего Рима. Его современники вскоре превратили это в заимствованные слова «патрициат» (Patriziat) и «патриций» (Patrizier) для обозначения патрицианства и патрициев. Однако это употребление не стало распространенным до 17 и 18 веков.
Патриции заняли места в городских советах и присвоили себе другие важные гражданские должности. Для этой цели они собирались в патрицианские общества и заявляли о своих наследственных притязаниях на вожделенные должности. Во Франкфурте патрицианские общества начали запрещать прием новых семей во второй половине 16 века. Трудолюбивые беженцы-кальвинисты из южных Нидерландов внесли существенный вклад в коммерцию города. Но их продвижение было в значительной степени ограничено материальной сферой. В то время это было подытожено следующим образом:
«У римских католиков есть церкви, у лютеран есть власть, а у кальвинистов есть деньги».
Евреи в любом случае никогда даже не рассматривались для вступления в патрицианские общества. Однако в отличие от нелютеранских христиан и до их частичной эмансипации, вызванной наполеоновской оккупацией, другие пути продвижения в обществе также были закрыты для них.
Как и в итальянских республиках, это было противопоставлено ремесленникам, которые организовали собственные гильдии (Zünfte). В 13 веке они начали оспаривать прерогативы патрициев и их гильдий. В большинстве случаев гильдиям удавалось добиться представительства в городском совете. Однако эти достижения были отменены в большинстве имперских свободных городов в результате реформ, проведенных в 1551-1553 годах императором Священной Римской империи Карлом V (1519-1556), и патриции закрепили свое исключительное право на места городских советников и связанные с ними должности, сделав патрициев единственными семьями, имеющими право на избрание в городской совет.
С юности для молодых патрициев было обычным делом проходить международное обучение и получать академическую квалификацию. За свою карьеру патриции часто занимали высокие военные и государственные должности на службе у своих городов и императора. Патриции также часто получали богатство в качестве акций корпораций, которые торговали по всей Европе.
На территориях бывшей Священной Римской империи патриции считались равными феодальной знати («поместному дворянству»). Действительно, многие патрицианские общества, такие как Суэнфцен из Линдау, называли своих членов «благородными», а себя – «благородными» или даже «высокородными» обществами. Некоторые патрицианские общества, такие как бернское, официально предоставили своим членам право использовать благородные предикаты, в то время как другие патриции предпочли использовать благородный предикат «фон» в связи со своим первоначальным именем или загородным поместьем, например, патрицианские семьи Линдау Хайдер фон Гитценвейлер (также фон Хайдер), Функ фон Сенфтенау, Зеуттер фон Лецен (также фон Зеуттер), Хальдер фон Мелленберг (также фон Хальдер), Куртабатт (также фон Куртабат или де Куртабат). В 1696 и 1697 годах император Леопольд I подтвердил благородные качества (Ebenburtigkeit) нюрнбергских патрициев и их право поднимать новые семьи в их обществе.
Несмотря на то, что членство в патрицианском обществе (или право на участие в нем, Ratsfähigkeit) само по себе было доказательством принадлежности к высшим социальным классам Священной Римской империи, патриции всегда имели возможность подтвердить свой дворянский статус патентом на дворянство от императора Священной Римской империи, который был предоставлен в порядке вещей после уплаты пошлины. В любом случае, при поездках в другие части Европы, например, ко двору Людовика XIV, члены патрицианских обществ имперских свободных городов были признаны благородными придворными, как это задокументировано в автобиографии Линдау Суенфценюнкера Рудольфа Куртабатта.

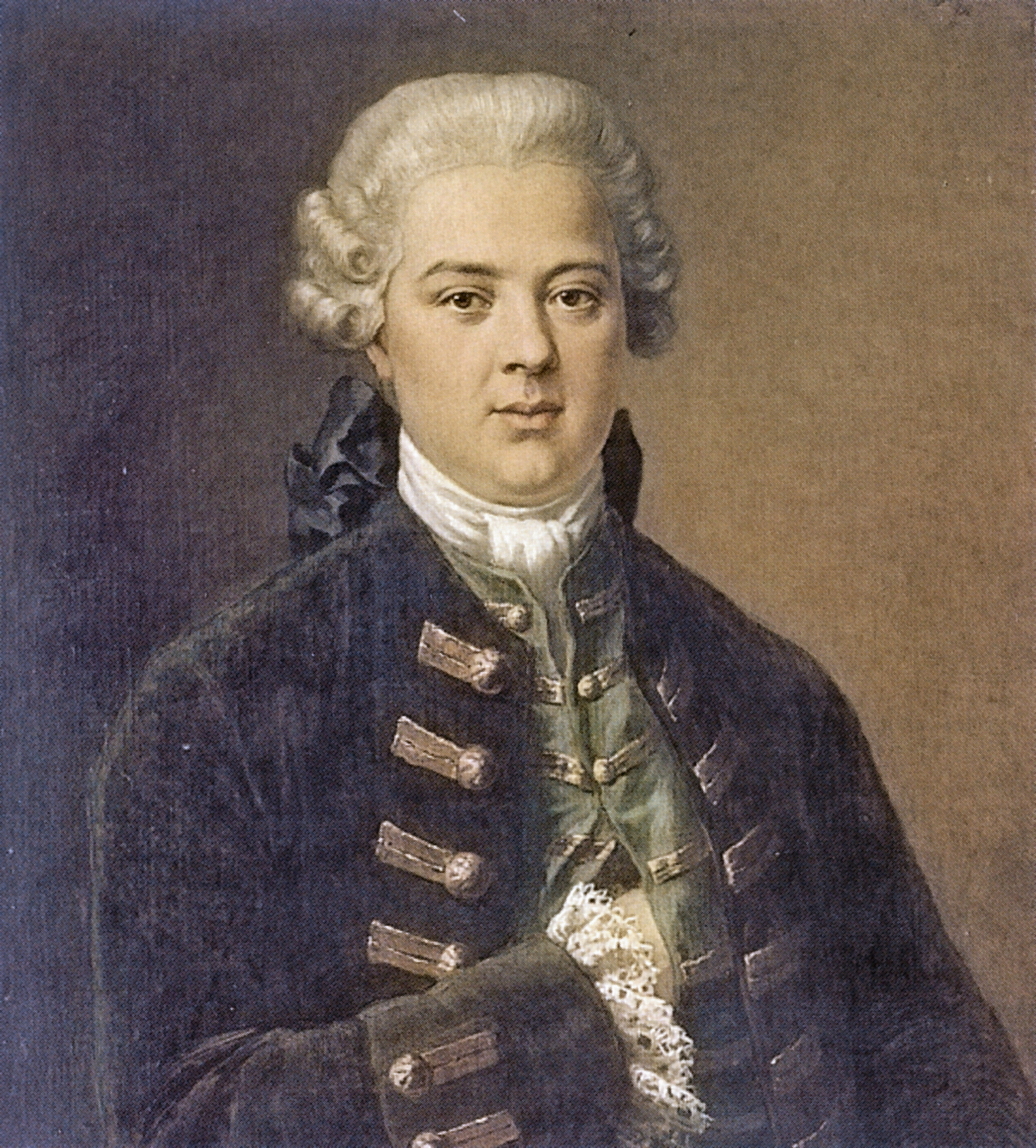
Немецкий банкир Иоганн Хайнрих Госслер (1738-1790) женился на гамбургской патрицианской наследнице Элизабет Беренберг и стал владельцем банка Berenberg. Его потомки достигли высших постов в «аристократической республике», в том числе сенаторов и глав государства.

Священная Римская империя прекратила свое существование в 1806 году. Хотя она не является арбитром того, кто принадлежит к историческому немецкому патрициату, современное «Генеалогическое руководство по знати» (Genealogisches Handbuch des Adels) после соответствующего рассмотрения четвертой палатой Немецкого комитета по благородному праву будет включать семьи даже без дворянского титула, подтвержденного императором, когда есть доказательства того, что их предки принадлежали к наследственным «домам представителей» в немецких имперских городах. В той мере, в какой патриции и их потомки решили воспользоваться благородным предикатом после 1806 года и, следовательно, без имперского подтверждения, такие титулы и предикаты также будут приняты Немецким комитетом по благородному праву, если они будут приобретены с помощью юридического механизма, аналогичного неблагоприятному владению, т.е. Ersitzung.[16]
В любом случае, в Нидерландах и многих ганзейских городах, таких как Гамбург, патриции насмехались над понятием облагораживания. Действительно, Иоганн Христиан Зенкенберг, знаменитый натуралист, прокомментировал: «Честный человек стоит больше, чем вся знать и все бароны. Если бы кто-нибудь сделал меня бароном, я бы назвал его [женским собачьим органом] или с тем же успехом бароном. Вот как сильно я забочусь о любом титуле».
В 1816 году новая конституция Франкфурта отменила привилегию наследования должности для патрициев. В Нюрнберге последовательные реформы сначала сократили привилегии патрициев (1794), а затем фактически отменили их (1808), хотя они сохранили некоторые остатки власти до 1848 года.

## Патрицианство в Нидерландах
В Нидерландах также есть патрициат. Они зарегистрированы в Патрициате Нидерландов, в просторечии называемом «Синей книгой» («Список голландских патрицианских семей»). Чтобы иметь право на въезд, семьи должны были играть активную и важную роль в голландском обществе, занимая высокие посты в правительстве, в престижных комиссиях и на других видных государственных должностях на протяжении более шести поколений или 150 лет.
Чем дольше семья занесена в «Синюю книгу», тем выше ее уважение. Самыми ранними записями часто являются семьи, считающиеся равными низшему дворянству (бароны и графы), потому что они являются младшими ветвями одной семьи или постоянно вступали в брак с представителями голландской знати в течение длительного периода времени.
Существуют «семьи регентов», чьи предки активно участвовали в управлении городскими советами, графствами или самой страной во времена Голландской республики. Некоторые из этих семей отказались от облагораживания, потому что они не сохранили титул в таком высоком почете. В конце 19 века они все еще с гордостью называли себя «патрициями». Другие семьи принадлежат к патрициату, потому что они пользуются тем же уважением и уважением, что и дворяне, но по определенным причинам никогда не были облагорожены. Даже в пределах одних и тех же важных семей могут существовать ветви с дворянскими титулами и без них.

## Скандинавия

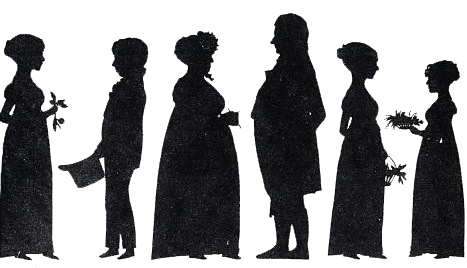
Члены патрициата Skien; семьи Альтенбург / Паус (конец 1810-х гг.). Справа: мать Хенрика Ибсена Марихен Альтенбург.

В Дании и Норвегии термин «патрициат» стал обозначать, главным образом, с 19 века, не дворянский высший класс, включая буржуазию, духовенство, государственных служащих, а как правило, представителей элитных профессий, таких как юристы. Датская серия Danske Patriciske Slægter (позже Patriciske Slægter и Danske patricierslægter) была опубликована в шести томах в период с 1891 по 1979 год и подробно описывала датские патрицианские семьи. Этот термин аналогично использовался в Норвегии с 19 века, основываясь на датской модели; примечательно, что Хенрик Ибсен описал свое собственное семейное происхождение как патрицианское. Йорген Хааве определяет патрициат в норвежском контексте как широкий собирательный термин для государственных служащих (embetsmenn) и горожан в городах, которые часто были торговцами или капитанами судов, то есть не знатным высшим классом. Буржуазия часто вступала в браки с семьями высших государственных служащих и знати; границы между группами не были резкими.